# Eupodoscirtus stolarczyki
Eupodoscirtus stolarczyki är en insektsart som beskrevs av Andrej Vasiljevitj Gorochov 2004. Eupodoscirtus stolarczyki ingår i släktet Eupodoscirtus och familjen syrsor. Inga underarter finns listade i Catalogue of Life.